# Just Give Me a Reason
"Just Give Me a Reason" é uma canção da cantora norte-americana Pink em parceria com o vocalista da banda fun., Nate Ruess, gravada para o seu sexto álbum de estúdio The Truth About Love (2012). A canção passou três semanas no topo da Billboard Hot 100 entre os meses de abril e maio de 2013.

## Desempenho nas tabelas musicais

### Posições
| Tabela musical (2013)                         | Melhor posição |
| --------------------------------------------- | -------------- |
| Austrália (ARIA Airplay Chart)                | 1              |
| Bélgica (Ultratip Bubbling Under de Flandres) | 40             |
| Brasil (Brasil Hot 100 Airplay)               | 21             |
| Brasil (Brasil Hot Pop Songs)                 | 3              |
| Canadá (Canadian Hot 100)                     | 1              |
| Estados Unidos (Billboard Hot 100)            | 1 (3x)         |
| França (SNEP)                                 | 4              |
| Irlanda (IRMA)                                | 1              |
| Países Baixos (Single Top 100)                | 3              |
| Países Baixos (Dutch Top 40)                  | 3              |
| Nova Zelândia (RIANZ)                         | 1              |
| Coreia do Sul (Gaon)                          | 75             |
| Suíça (Swiss Music Charts)                    | 3              |

## Certificações
| País                  | Certificação |
| --------------------- | ------------ |
| Austrália - ARIA      | 2× Platina   |
| Canadá - Music Canada | 6× Platina   |
| Nova Zelândia - RIANZ | Platina      |
| Suíça - GLF           | Platina      |
| Estados Unidos - RIAA | 2× Platina   |

## Créditos
Todo o processo de elaboração da canção atribui os seguintes créditos pessoais:
- Pink - compositora e vocalista principal;
- Nate Ruess - compositor e vocal;
- Jeff Bhasker - Produção, teclado, sintetizador e programador;
- Anders Mouridsen - Guitarra;
- John X. Volaitis - Gravação em Earthstar Creation Center, Venice, CA;
- Toni Maserati- mistura;
- Justin Hergett- Assistente de mistura;
- James Krausse- Assistente de mistura.

Créditos adaptados do encarte do álbum The Truth About Love.

## Versão de Gusttavo Lima
"Diz Pra Mim" é uma canção do cantor sertanejo brasileiro Gusttavo Lima, lançado em 17 de Maio de 2013. A faixa foi lançada como primeiro single do álbum Do Outro Lado da Moeda. Contando com a produção de Daniel Silveira e a direção vocal de Zezé Di Camargo.

### Composição
"Diz Pra Mim" é uma versão brasileira da canção Just Give Me a Reason da cantora Pink em parceria com Nate Ruess. Com letra de Rodolpho Camilo, a canção segue a linha romântica, apontada como tendência no universo popular.
| “ | "Essa é uma música bem apaixonada, como a maioria das que fazem parte desse novo projeto. O repertório é todo inédito, tem muita melodia. Estou bastante feliz em realizar esse trabalho e poder contar com a parceria do Zezé di Camargo na produção. Espero que a galera curta a nova canção enquanto a gente segue na finalização desse CD que vai ficar lindo". | ” |

### Lista de faixas
| Download digital no iTunes |               |         |  |
| N.º                        | Título        | Duração |  |
| 1.                         | "Diz Pra Mim" | 4:01    |  |

### Prêmios e indicações
| Ano  | Prêmio            | Indicação     | Resultado |
| ---- | ----------------- | ------------- | --------- |
| 2013 | Caldeirão de Ouro | As 10+ do Ano | 7º Lugar  |

### Desempenho nas paradas
| Paradas (2013)                              | Melhor posição |
| ------------------------------------------- | -------------- |
| Brasil (Billboard Brasil Hot 100 Airplay)   | 10             |
| Brasil (Billboard Brasil Hot Popular Songs) | 10             |